# Droga wojewódzka nr 817
Droga wojewódzka nr 817 (DW817) – dawna droga wojewódzka klasy Z w województwach mazowieckim i lubelskim, powiatach lipskim (gmina Solec nad Wisłą) i opolskim (gmina Łaziska). Droga jest nieciągła, ponieważ przecina Wisłę. Działa przez nią prom. Długość drogi w obu odcinkach to ok. 6,7 km. Droga na terenie województwa mazowieckiego ma numer 190659W i jest drogą gminną.

## Miejscowości leżące przy trasie DW817
- Kłudzie
- prom na Wiśle
- Kępa Gostecka
- Kamień